# Cao nguyên Đắk Lắk

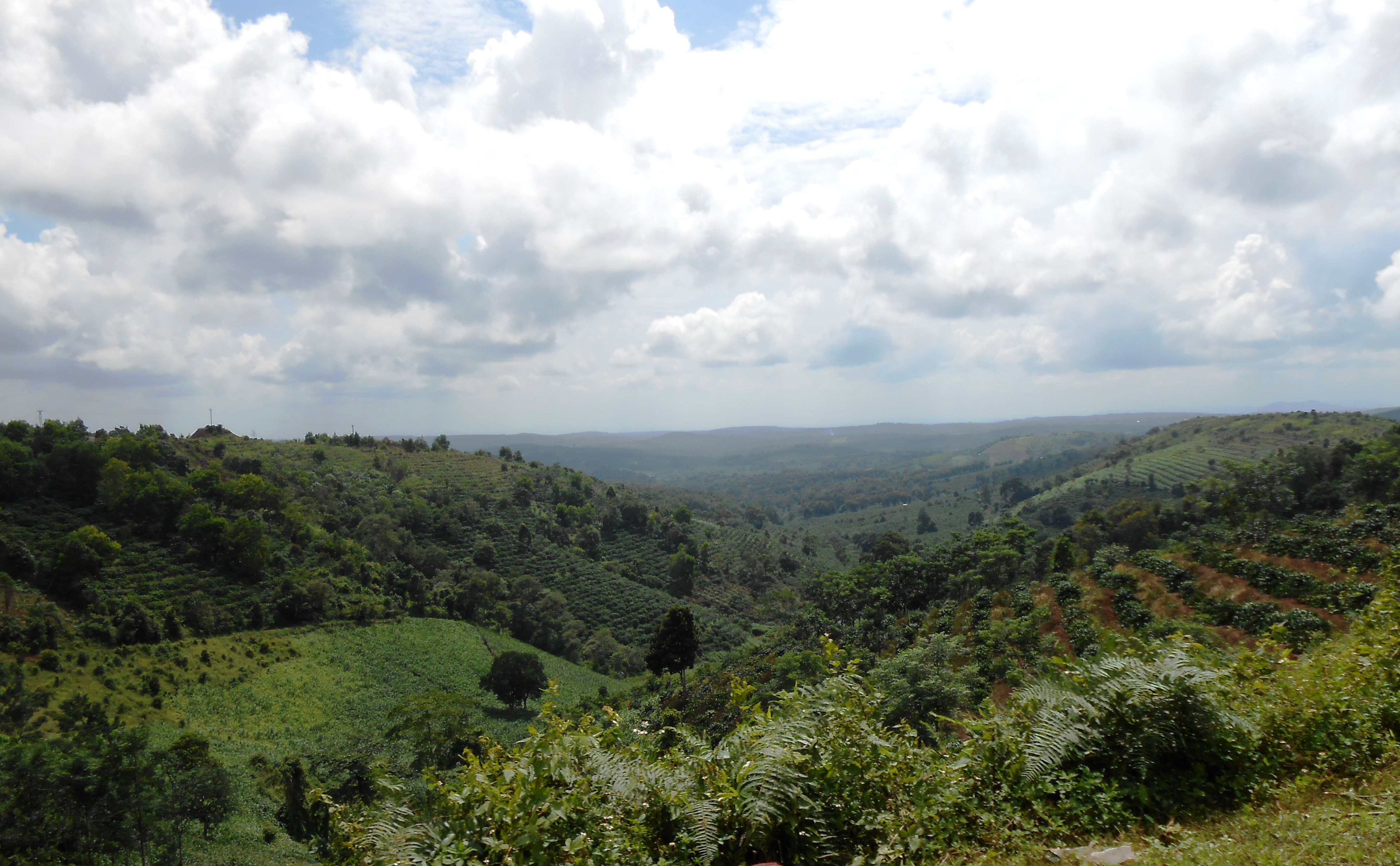
trên cao nguyên Đắk Lắk

Cao nguyên Đắk Lắk hay Cao nguyên Buôn Ma Thuột là một trong những cao nguyên thuộc vùng Tây Nguyên Việt Nam, thuộc địa phận tỉnh Đắk Lắk.
Vị trí: Nằm ở vị trí trung tâm tỉnh, cao nguyên rộng lớn chạy dài từ Bắc xuống Nam trên 90 km, từ Đông sang Tây 70 km. Phía Bắc cao gần 800 m, phía Nam 400 m, thoải dần về phía Tây còn 300 m.
Cao nguyên này có địa hình khá bằng phẳng, độ dốc trung bình 3-80. Phần lớn diện tích cao nguyên này là đất đỏ bazan màu mỡ rất thích hợp với việc phát triển cây công nghiệp dài ngày như cà phê, cao su...vì vậy hầu hết đã được khai thác sử dụng.
Trên cao nguyên này có thành phố Buôn Ma Thuột là tỉnh lị của tỉnh Đắk Lắk và là thành phố lớn nhất, trung tâm văn hóa, chính trị, xã hội của toàn vùng Tây Nguyên. Buôn Ma Thuột gốc tiếng Êđê, nghĩa là "bản hoặc làng của Ama Thuột", nó xuất phát từ tên gọi buôn của A ma Thuột - tên một vị tù trưởng giàu có và quyền uy nhất vùng. Sau khi thành lập tỉnh Đắk Lắk, người Pháp đã cho dời cơ quan hành chính của tỉnh từ Bản Đôn về đây và đặt tòa công sứ để cai trị toàn vùng. Trong những năm sau 1930 người Kinh đã lên đây lập nghiệp và để rồi từ đây hình thành, phát triển nên thành phố Buôn Ma Thuột và cả Đắk Lắk như ngày hôm nay.